# クイズなんでも一番館
『クイズなんでも一番館』（クイズなんでもいちばんかん）は、テレビ朝日系列局ほかで放送されていた朝日放送（ABC）製作のクイズ番組である。大阪ガスの一社提供。製作局の朝日放送では1985年9月11日から1987年10月15日まで放送。

## 概要
近藤正臣とうつみ宮土理が司会を務めていた番組で、毎回「1番」をテーマとするクイズを出題。正解数の表示にはデコイを用いていた（ズバリ正解＝大きなデコイ、近い解答＝小さなデコイ）。庭園に臨むサロンをモチーフにしたスタジオセットが特徴で、上品な雰囲気を醸し出していた。
放送時間は、1986年3月までは毎週水曜 19:00 - 19:30 （日本標準時、以下同）だったが、朝日放送ほかでは同年4月をもって木曜 19:00 - 19:30 へ移動。そしてテレビ朝日では放送枠の関係から土曜 17:00 - 17:30 へ移った。また、朝日放送では大阪ガスのオープニングキャッチが流されていたが、テレビ朝日ではハウス食品がスポンサーに付いていたため、ハウス食品のオープニングキャッチが流されていた。

## 出演者

### 司会
- 近藤正臣
- うつみ宮土理

### 主な解答者
- 桂枝雀 - 自身の解答が正解だった時には、「でんでーん！」と叫びながら両手を挙げるのがお約束だった。
- 京本政樹
- アダ・マウロ
- 池田満寿夫
- 大沢逸美
- ほか

## ネット局
- 朝日放送 - 水曜 19:00 - 19:30（1986年3月まで）→ 木曜 19:00 - 19:30（1986年4月以降）
- テレビ朝日 - 水曜 19:00 - 19:30（1986年3月まで）→ 土曜 17:00 - 17:30（1986年4月から。最終回直前の1987年10月9日放送分と最終回の10月23日放送分のみ再放送枠である金曜 17:00 - 17:30 に放送）
- 秋田テレビ
- テレビ信州
- 富山テレビ - 水曜 11:00 - 11:30[1]
- 名古屋テレビ - 水曜 19:00 - 19:30（1986年3月まで）→ 木曜 19:00 - 19:30（1986年4月以降。木曜日時代は本番組をネットする傍ら、『クイズ!メモリアン』を遅れネットするための裏撮りを行っていた。いずれも複数社提供）[2]
- 広島ホームテレビ - 水曜 19:00 - 19:30（1986年3月まで）→ 木曜 19:00 - 19:30（1986年4月以降。木曜日への枠移動後も引き続き地元企業を中心としたローカルスポンサーの提供により朝日放送と同時ネットで放送したが、プロ野球広島東洋カープ主催試合の中継を当該枠で編成した際には土曜午後などでの遅れネットとすることがあった（木曜日時代の1986年5月29日など））。